# Музей римской цивилизации
Музей римской цивилизации — один из крупнейших в мире музеев по истории Древнего Рима.
Экспозиция в основном состоит из репродукций классических образцов скульптуры, которые были утеряны или разрушены, а также из произведений, которые ныне существуют в виде отдельных частей и собраны воедино.
Это копии статуй, бюстов, надписей, рельефов и фрагментов зданий в натуральную величину, макеты монументов и архитектурных комплексов Рима и провинций Римской империи, а также утварь, объекты домашнего хозяйства и рабочие инструменты. Музей поделён на 59 секций, располагающиеся на площади в 13 тыс. кв. м. с общей длиной стен в 3 километра и высотой около 10 метров.
В первых 14-ти залах располагается своего рода исторический синтез происхождения Рима вплоть до VI века н. э. Среди экспонатов можно отметить географическую карту, на которой показаны завоевания Римской империи в историческом развитии, портреты императоров и выдающихся людей, среди которых Юлий Цезарь, Август, Клавдий, Нерон, Брут, Помпей, Цицерон, макеты многочисленных монументов Августа, Траяна, Севера, Аврелия.
В секции, посвящённой христианству, выставлены копии надписей и раннехристианских рельефов, саркофагов, среди которых саркофаг в порфире Константины, дочери и тёзки императора, саркофаг городского префекта Юния Басса и Св. Амвросия.
В секциях музея восстановлена римская цивилизация в различных её аспектах: общественная и повседневная жизнь, термы, акведуки и водоёмы, театры, амфитеатры, цирки и гимнастические залы с макетами Колизея и театра Марцелла в Риме.

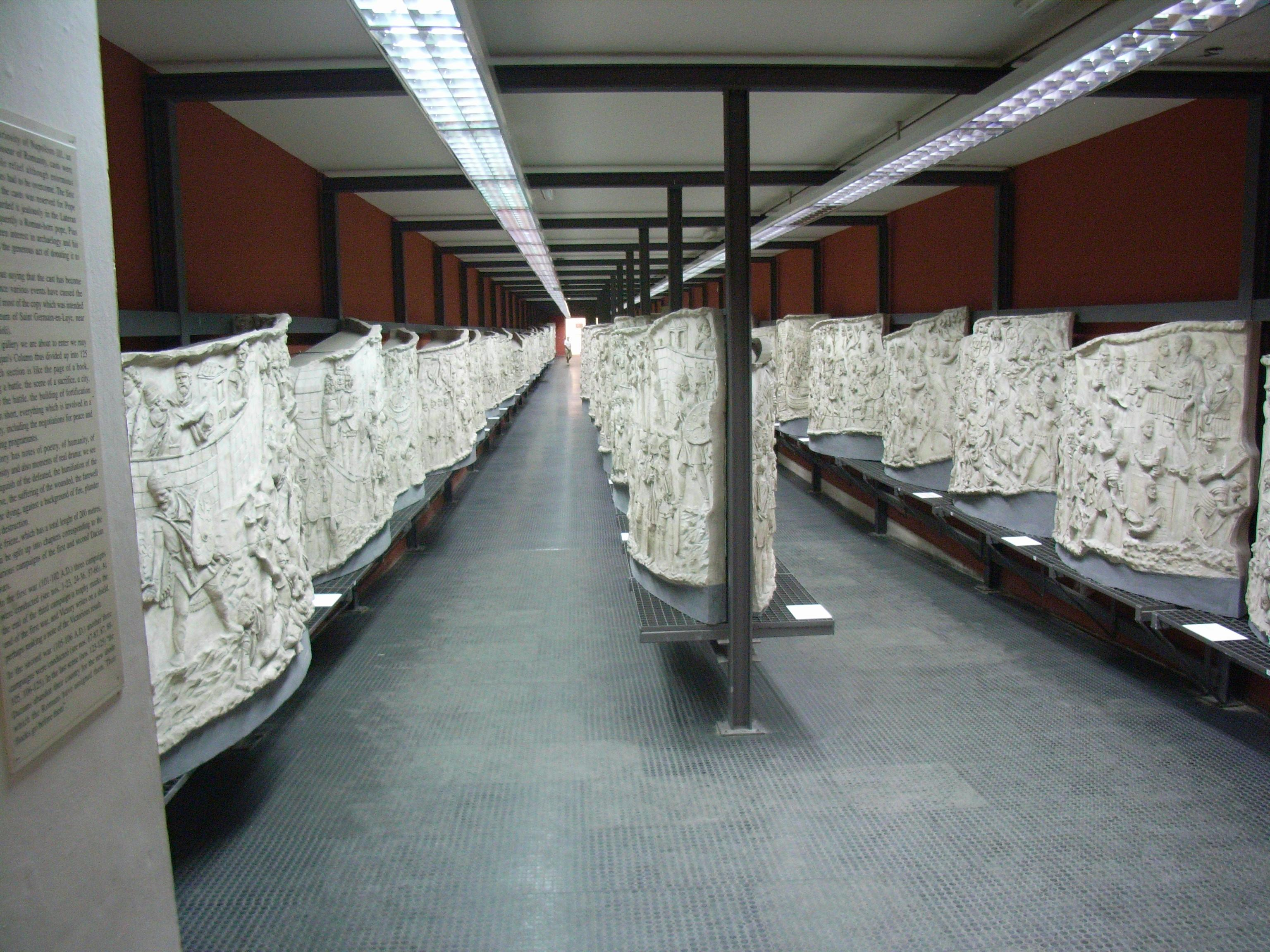

Примечательна полная коллекция копий колонны Траяна с рельефами, изображающими два военных похода Траяна против Дакии (101—102 и 105—106 года н. э.), а также макет Рима (масштаб 1:250, поверхность 200 кв. м.), выполненный архитектором Итало Джисмонди на основании результатов многолетних раскопок и исследований и воспроизводящий город времён императора Константина. Этот макет, помогающий изучить древний город в сопоставлении с городом современным, был начат для выставки «Величие Древнего Рима» в 1937 году и закончен в 1960-е годы.